# اچ‌دی ۲۹۰۳۲۷
اچ‌دی ۲۹۰۳۲۷ یک ستاره است که در صورت فلکی شکارچی قرار دارد.